# Karl Ernst Claus
Karl Ernst Claus (také Karl Klaus nebo Carl Ernst Claus, rusky: Карл Ка́рлович Кла́ус, Karl Karlovič Klaus; 22. ledna 1796 Dorpat – 24. března 1864 Dorpat) byl ruský chemik, farmaceut a přírodovědec baltskoněmeckého původu. Byl profesorem na Kazaňské státní univerzitě a členem Ruské akademie věd.
Claus je známý především jako objevitel chemického prvku ruthenium, který pojmenoval po svém rodném Rusku. Byl autorem prací o chemii kovů platinové skupiny (lehké platinové kovy - ruthenium, rhodium, palladium, těžké platinové kovy - osmium, iridium a platina). Za objev ruthenia mu byla udělena Děmidovova cena, která byla v té době považovaná za nejčestnější nevládní ocenění v Rusku.
Dalším jeho vědeckým zájmem byla botanika. Byl jedním z prvních vědců, kteří aplikovali kvantitativní metody v botanice. Zúčastnil se několika výzkumných botanických expedic do oblasti kolem řek Uralu a Volhy. O výsledcích těchto bádání napsal dvě publikace.

## Vzdělání a kariera
Karl Claus se narodil v roce 1796 v Dorpatu (dnešní Tartu v Estonsku) v Livonské gubernii v Ruském impériu. Byl baltskoněmeckého původu. Jeho otec byl umělec a malíř, ale v jeho čtyřech letech zemřel. O dva roky později zemřela i jeho matka. V roce 1810 ve svých 14 letech se přestěhoval do Petrohradu a začal pracovat jako asistent v lékárně. Přestože se mu nedostalo formálního vzdělání, podařilo se mu v roce 1817 ve věku 21 let složit státní zkoušku z farmacie na Vojenské lékařské akademii v Petrohradě. Stal se tak v té době nejmladším lékárníkem v Rusku a za několik let v roce 1826 založil vlastní lékárnu v Kazani v Tatarstánu.
V roce 1821 se oženil s Ernestine Bateovou, kterou znal od svého mládí. Žili v Kazani a narodily se jim tři dcery a jeden syn. Rodina se později přestěhovala zpět do Dorpatu.
V roce 1828 ve věku 32 let se Claus rozhodl pokračovat ve studiu chemie na univerzitě v Dorpatu. V roce 1831 během studií začal pracovat jako asistent v chemické laboratoři univerzity. Promoval v roce 1835 a v roce 1837 obhájil svou doktorskou práci o analytické fytochemii (věda o chemických sloučeninách vznikajících při látkové přeměně v rostlinách).
V roce 1837 získal Claus místo vedoucího chemické laboratoře na Kazaňské státní univerzitě. V roce 1839 obhájil habilitační práci na téma Separace minerálů v minerálních vodách a byl jmenován docentem. Řádným profesorem chemie se stal v roce 1844.
V roce 1852 se Claus se svou rodinou přestěhoval z Kazaně zpět na univerzitu v Dorpatu a přijal místo profesora farmacie. V roce 1864 zde zemřel ve věku 68 let.

## Oblast botaniky

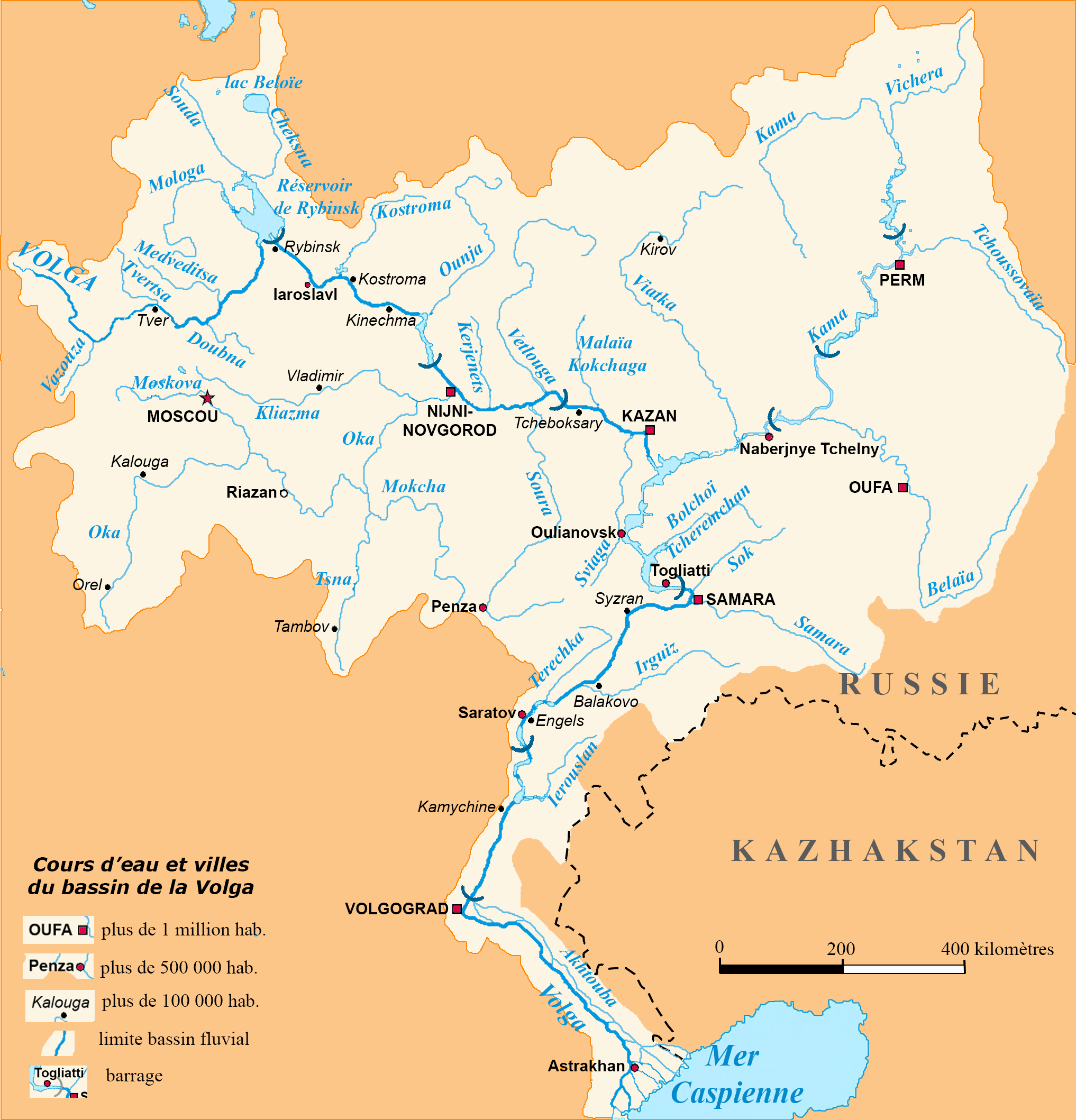
Region v okolí řeky Volhy

V roce 1827 se Claus zapojil jako asistent Eduarda Friedricha Eversmanna do botanického výzkumu stepí kolem řek Uralu a Volhy. Získaná data později využil ve svém díle Flóra Povolží.
V roce 1834, ještě během studií na univerzitě v Dorpatu, se Claus s profesorem chemie Gebelem vydal na další botanickou cestu do trans-Volžských stepí. Výsledky těchto výprav byly publikovány v letech 1837–1838.
Claus byl jedním z prvních vědců, kteří v botanice aplikovali kvantitativní metody.

## Oblast chemie

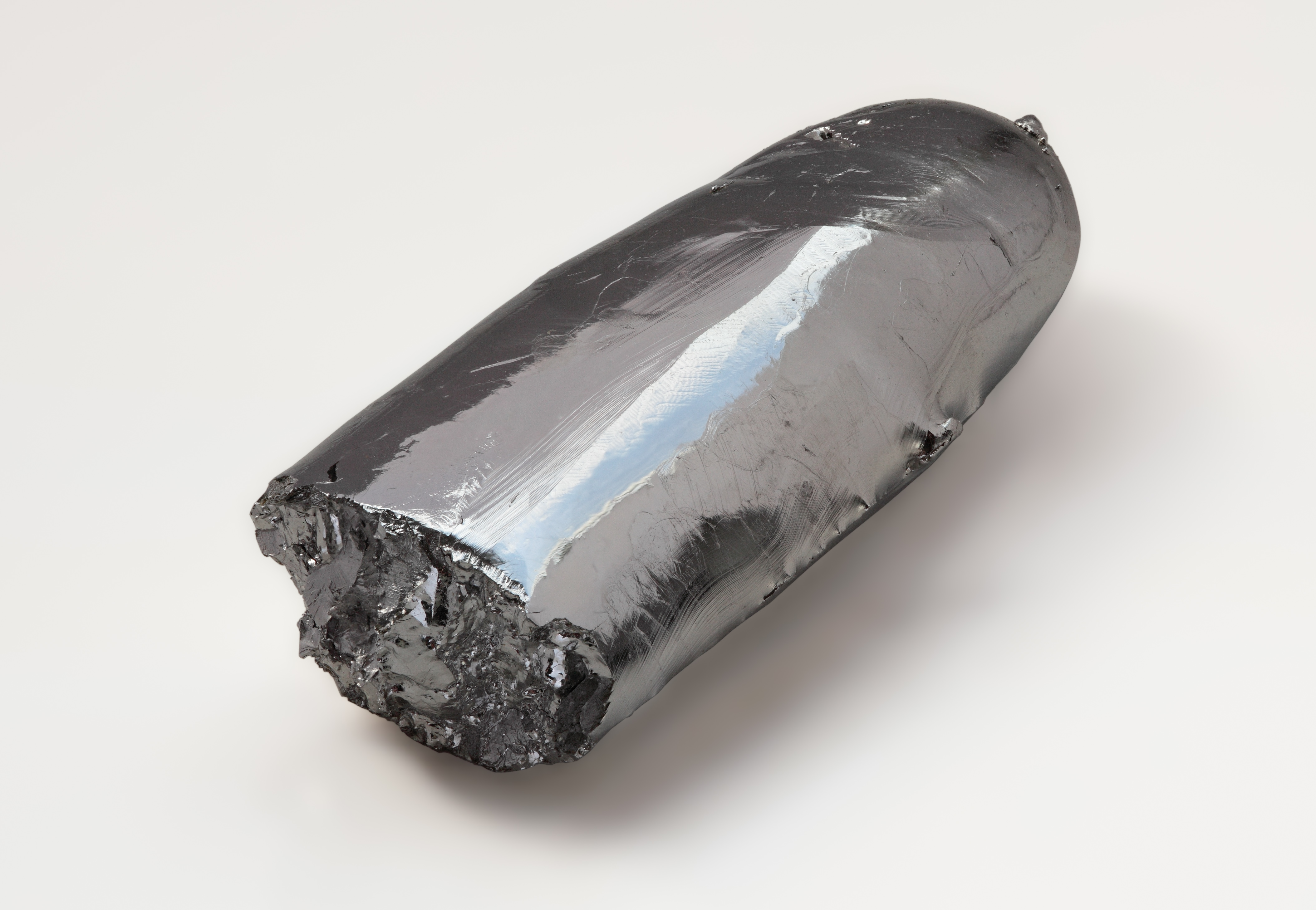
Ruthenium - prvek objevený v roce 1844

V roce 1840 obdržel Claus značné množství vzorků platinové rudy pro své studie z pohoří Ural. Začal pracovat na izolaci ušlechtilých kovů a jejich chemických vlastnostech. Jednalo se zejména o rhodium, iridium, osmium a v menší míře o palladium a platinu.
V roce 1844 objevil nový chemický prvek, který pojmenoval ruthenium podle latinského názvu pro Rusko. Clausovi se podařilo nejen ruthenium izolovat, ale také určit jeho atomovou hmotnost a chemické vlastnosti. Všiml si podobnosti chemických vlastností ruthenia, rhodia, palladia a platiny a své výsledky pečlivě dokumentoval.
Vzorky nového prvku poslal k analýze Jönsovi Jacobovi Berzeliusovi, který byl jedním z nejuznávanějších vědců v oblasti nových prvků. Claus se tak stal uznávaným evropským vědcem. Za objev ruthenia mu byla udělena Děmidovova cena, která byla udělovaná každoročně v letech 1832-1865 za významné zásluhy o rozvoj vědy. Byla považovaná za nejčestnější nevládní ocenění v Rusku. Obdarovaný vědec spolu s medailí obdržel i 5 000 rublů, což byla v té době významná finanční pomoc.

## Zdraví
Claus byl známý svým nedbalým přístupem ke svému zdraví. Často ochutnával nové sloučeniny a testoval sílu kyselin tím, že do nich ponořil prst a dotkl se jím jazyka. Jednou si vážně popálil ústa, když ochutnával jednu z nových sloučenin ruthenia, kterou syntetizoval. Když izoloval oxid osmia (poměrně toxickou chemikálii) popsal jeho chuť jako svíravou a pepřovou. V dubnu 1845 se otrávil výpary oxidu osmia a musel na dva týdny přerušit práci a léčit se.